# Edmund Becker
Edmund Becker (ur. 18 lipca 1956 w Reichenbach) – niemiecki piłkarz i trener piłki nożnej.
Największym osiągnięciem Beckera w karierze piłkarskiej było zajęcie 10. miejsca w rozgrywkach Bundesligi z Karlsruher SC w 1981 roku. Na boisku najczęściej ustawiany był jako obrońca lub pomocnik. W latach 1977–1986 rozegrał 157 meczów w barwach Karlsruhe 94 w 1. Bundeslidze oraz 63 na jej zapleczu. W barwach tego klubu ustrzelił również 19 bramek. Przez całą swoją karierę zebrał zaledwie 11 żółtych kartek. Becker był również częścią drużyny, która w 1982 roku pod wodzą Maxa Merkela pokonała Bayern Monachium 4:1.
Do 2005 roku Becker był szkoleniowcem drużyny rezerw Karlsruhe. 13 stycznia tego samego roku zaproponowano mu objęcie posady głównego trenera w tym klubie.
Pomimo wielu złych wyników z Karlsruhe, Becker cieszy się bardzo dużym poparciem fanów, co jest związane z jego pochodzeniem z regionu, w którym swą siedzibę ma klub.